# Wang Qiuming
Wang Qiuming (王秋明S, Wáng QiūmíngP; Chengdu, 9 gennaio 1993) è un calciatore cinese, centrocampista del Tianjin Jinmen Hu e della nazionale cinese.

## Carriera

### Nazionale
Nel 2024 è stato convocato per la Coppa d'Asia.

## Statistiche

### Cronologia presenze e reti in nazionale
| Cronologia completa delle presenze e delle reti in nazionale ― Cina | Cronologia completa delle presenze e delle reti in nazionale ― Cina | Cronologia completa delle presenze e delle reti in nazionale ― Cina | Cronologia completa delle presenze e delle reti in nazionale ― Cina | Cronologia completa delle presenze e delle reti in nazionale ― Cina | Cronologia completa delle presenze e delle reti in nazionale ― Cina | Cronologia completa delle presenze e delle reti in nazionale ― Cina | Cronologia completa delle presenze e delle reti in nazionale ― Cina |
| Data                                                                | Città                                                               | In casa                                                             | Risultato                                                           | Ospiti                                                              | Competizione                                                        | Reti                                                                | Note                                                                |
| ------------------------------------------------------------------- | ------------------------------------------------------------------- | ------------------------------------------------------------------- | ------------------------------------------------------------------- | ------------------------------------------------------------------- | ------------------------------------------------------------------- | ------------------------------------------------------------------- | ------------------------------------------------------------------- |
| 16-6-2023                                                           | Dalian                                                              | Cina                                                                | 4 – 0                                                               | Birmania                                                            | Amichevole                                                          | -                                                                   | 63’                                                                 |
| 20-6-2023                                                           | Dalian                                                              | Cina                                                                | 2 – 0                                                               | Palestina                                                           | Amichevole                                                          | -                                                                   | 74’ 81’                                                             |
| 10-10-2023                                                          | Dalian                                                              | Cina                                                                | 2 – 0                                                               | Vietnam                                                             | Amichevole                                                          | 1                                                                   | 46’                                                                 |
| 16-10-2023                                                          | Dalian                                                              | Cina                                                                | 1 – 2                                                               | Uzbekistan                                                          | Amichevole                                                          | -                                                                   | 45’                                                                 |
| 29-12-2023                                                          | Abu Dhabi                                                           | Cina                                                                | 0 – 2                                                               | Oman                                                                | Amichevole                                                          | -                                                                   | 71’                                                                 |
| 1-1-2024                                                            | Abu Dhabi                                                           | Cina                                                                | 1 – 2                                                               | Hong Kong                                                           | Amichevole                                                          | -                                                                   | 36’                                                                 |
| 13-1-2024                                                           | Doha                                                                | Cina                                                                | 0 – 0                                                               | Tagikistan                                                          | Coppa d'Asia 2023 - 1º turno                                        | -                                                                   | 58’                                                                 |
| Totale                                                              |                                                                     | Presenze                                                            | 7                                                                   |                                                                     | Reti                                                                | 1                                                                   |                                                                     |